# مریک ۶۵۶۷۲
سیارک ۶۵۶۷۲ (به انگلیسی: 65672 Merrick، نامگذاری:1988QD) شصت و پنج هزار و ششصد و هفتاد و دومین سیارک کشف شده‌است که در ۱۶ اوت ۱۹۸۸ کشف شد.